# Großer Preis von Japan 1998
Der Große Preis von Japan 1998 (offiziell XXIV Fuji Television Japanese GrandPrix) fand am 1. November auf dem Suzuka International Racing Course in Suzuka statt und war das 16. und letzte Rennen der Formel-1-Weltmeisterschaft 1998.

## Bericht

### Hintergrund
Vor dem Rennen in Suzuka waren sowohl Fahrer- als auch Konstrukteursmeisterschaft noch offen, sodass in diesem Lauf die Entscheidung fallen sollte. Bei der Fahrerwertung ging Mika Häkkinen mit einem Vorsprung von vier Punkten auf Michael Schumacher an den Start. Bei einem Sieg von Michael Schumacher hätte Häkkinen also maximal Dritter werden dürfen, um dem Deutschen noch den Gewinn des Titels zu ermöglichen. Bei einem zweiten Platz von Michael Schumacher hätte dagegen Häkkinen bereits Platz 5 zum Titel gereicht, da bei Punktgleichheit die Anzahl der Saisonsiege den Ausschlag zugunsten von Häkkinen (sieben) gegenüber Michael Schumacher (sechs) gegeben hätte. Ein dritter Platz von Michael Schumacher bei einem punktlosen Ergebnis von Häkkinen hätte ebenso wenig für die Fahrerweltmeisterschaft gereicht.
In der Konstrukteurswertung war die Situation vor dem Rennen weit weniger eng. Hier führte McLaren mit 15 Punkten Vorsprung auf Ferrari. Entsprechend hätte Ferrari also auf jeden Fall einen Doppelsieg erzielen müssen, um noch eine Chance auf den Titel zu haben – und aufgrund der höheren Anzahl an Rennsiegen von Häkkinen und David Coulthard hätte dann keiner der beiden Fahrer überhaupt punkten dürfen. Weiter hinten gab es noch einen knappen Dreikampf um Platz 3 – die Kandidaten waren Williams, Benetton und Jordan, die dabei mit jeweils 35, 33 und 31 Punkten aber weit abgeschlagen von den Spitzenteams waren.
In der vierwöchigen Pause zwischen den Rennwochenenden hatten viele Teams ihre Wagen für das Finale getestet. Ferrari testete auf der eigenen Teststrecke in Mugello, McLaren, Benetton und Prost in Barcelona. In Silverstone testeten Arrows, Stewart, Jordan und das 1999 startende Team BAR. Ricardo Rosset war an dem Wochenende in Japan durch eine Verletzung beeinträchtigt, die er sich in dem an die Rennstrecke angrenzenden Freizeitpark zugezogen hatte. Der Große Preis von Japan 1998 war das letzte Rennen für den Reifenhersteller Goodyear. Ab 1999 kamen die Reifen aller Teams von Bridgestone. Prost setzte während der Trainings- und Qualifyingsitzungen eine modifizierte Variante des bisherigen Einsatzfahrzeuges, den Prost AP01B.
Jos Verstappen bestritt sein vorerst letztes Rennen. Er kehrte erst zum Großen Preis von Australien 2000 zurück, Ricardo Rosset, Shinji Nakano und Esteban Tuero bestritten hingegen ihr letztes Grand-Prix-Wochenende.
Mit Michael Schumacher und Damon Hill (jeweils zweimal) traten zwei ehemalige Sieger zu diesem Grand Prix an.

### Training

#### Freitagstraining
Anders als in den vorhergehenden Rennwochenenden erzielte Michael Schumacher mit 1:39,823 Minuten die schnellste Rundenzeit, eine halbe Sekunde vor seinem Bruder Ralf Schumacher. Hinter dem Schumacher-Duo folgten Heinz-Harald Frentzen, Eddie Irvine, Häkkinen, mit einem Rückstand von acht Zehntel, und Coulthard. Alle Fahrer waren innerhalb von etwa sechseinhalb Sekunden platziert.

#### Samstagstraining
Wie am Vortag war Michael Schumacher der schnellste Fahrer, dahinter das McLaren-Team mit Coulthard vor Häkkinen, Frentzen, Jacques Villeneuve und Ralf Schumacher. Der zweite Ferrari-Fahrer, Irvine, erreichte die neuntschnellste Zeit mit einem Rückstand von rund zwei Sekunden. Alle Fahrer waren innerhalb von etwa viereinhalb Sekunden platziert.

### Qualifying
Mit einem Vorsprung von etwas weniger als zwei Zehntel erreichte Michael Schumacher die Pole-Position vor Häkkinen, dahinter folgten mit mehr als einer Sekunde Rückstand Coulthard, Irvine, Frentzen und Villeneuve. Beim Versuch, eine neue schnelle Runde zu erzielen, kam Häkkinen in der Degner-Kurve von der Strecke ab. Rosset scheiterte um etwa zwei Zehntel an der 107-Prozent-Zeit. Alle qualifizierten Fahrer lagen innerhalb von etwa sechs Sekunden; Tuero schlug die Grenzzeit um etwas weniger als sieben Zehntel.

### Warm-Up
Mit einer Zeit von 1:40,431 Minuten erzielte Michael Schumacher in jeder offiziellen Session die schnellste Zeit, im Warm-Up folgten dahinter Coulthard, Häkkinen, Ralf Schumacher, Irvine und Frentzen. Jarno Trulli hatte mit dem neuen Prost AP01B einen Unfall, woraufhin der Wagen für das Rennen nicht eingesetzt werden konnte. Alle Fahrer waren innerhalb von fünfeinhalb Sekunden platziert.

### Rennen
Der erste Start wurde abgebrochen, nachdem Trullis Wagen auf der 14. Position nicht anfahren konnte. Beim zweiten Startversuch starb Michael Schumachers Motor auf der Pole-Position ab. Deshalb musste er vom Ende des Feldes aus das Rennen beginnen.
Beim Start behauptete Häkkinen die Führung; hinter ihm ging Irvine an Coulthard vorbei. Während Häkkinen sich von Irvine absetzen konnte, startete Michael Schumacher eine Aufholjagd. Bis zum Ende der ersten Runde hatte er Position zwölf und bis Runde vier Platz sieben erreicht; vor ihm lagen die beiden ehemaligen Weltmeister Hill und Villeneuve. Beide hielten Schumacher mehrere Runden auf, was ihn rund dreißig Sekunden im Vergleich zum Führenden Häkkinen kostete.
In der 28. Runde fuhr in der letzten Kurve Tuero in das Heck von Toranosuke Takagi. Mitten durch die verstreuten Teile des Unfalls fuhr Michael Schumacher, der sich daraufhin einen schleichenden Reifenschaden zuzog. Drei Runden später zerriss es seinen rechten Hinterreifen, was für Michael Schumacher den Ausfall und für Häkkinen den Gewinn des Weltmeistertitels bedeutete. Mit dem Sieg und dem dritten Platz von Coulthard in Japan holte McLaren auch die Konstrukteursweltmeisterschaft.

## Meldeliste
| Team                         | Nr. | Fahrer                | Chassis        | Motor                   | Reifen |
| ---------------------------- | --- | --------------------- | -------------- | ----------------------- | ------ |
| Winfield Williams            | 01  | Jacques Villeneuve    | Williams FW20  | Mecachrome 3.0 V10      | G      |
| Winfield Williams            | 02  | Heinz-Harald Frentzen | Williams FW20  | Mecachrome 3.0 V10      | G      |
| Scuderia Ferrari Marlboro    | 03  | Michael Schumacher    | Ferrari F300   | Ferrari 3.0 V10         | G      |
| Scuderia Ferrari Marlboro    | 04  | Eddie Irvine          | Ferrari F300   | Ferrari 3.0 V10         | G      |
| Mild Seven Benetton Playlife | 05  | Giancarlo Fisichella  | Benetton B198  | Playlife 3.0 V10        | B      |
| Mild Seven Benetton Playlife | 06  | Alexander Wurz        | Benetton B198  | Playlife 3.0 V10        | B      |
| West McLaren Mercedes        | 07  | David Coulthard       | McLaren MP4/13 | Mercedes-Benz 3.0 V10   | B      |
| West McLaren Mercedes        | 08  | Mika Häkkinen         | McLaren MP4/13 | Mercedes-Benz 3.0 V10   | B      |
| Benson & Hedges Jordan       | 09  | Damon Hill            | Jordan 197     | Mugen-Honda 3.0 V10     | G      |
| Benson & Hedges Jordan       | 10  | Ralf Schumacher       | Jordan 197     | Mugen-Honda 3.0 V10     | G      |
| Gauloises Prost Peugeot      | 11  | Olivier Panis         | Prost AP01     | Peugeot 3.0 V10         | B      |
| Gauloises Prost Peugeot      | 12  | Jarno Trulli          | Prost AP01     | Peugeot 3.0 V10         | B      |
| Red Bull Sauber Petronas     | 14  | Jean Alesi            | Sauber C17     | Petronas 3.0 V10        | G      |
| Red Bull Sauber Petronas     | 15  | Johnny Herbert        | Sauber C17     | Petronas 3.0 V10        | G      |
| Danka Zepter Arrows          | 16  | Pedro Diniz           | Arrows A19     | Arrows 3.0 V10          | B      |
| Danka Zepter Arrows          | 17  | Mika Salo             | Arrows A19     | Arrows 3.0 V10          | B      |
| Stewart Ford                 | 18  | Rubens Barrichello    | Stewart SF2    | Ford Zetec-R 3.0 V10    | B      |
| Stewart Ford                 | 19  | Jos Verstappen        | Stewart SF2    | Ford Zetec-R 3.0 V10    | B      |
| Tyrrell                      | 20  | Ricardo Rosset        | Tyrrell 026    | Ford Zetec-R/97 3.0 V10 | G      |
| Tyrrell                      | 21  | Toranosuke Takagi     | Tyrrell 026    | Ford Zetec-R/97 3.0 V10 | G      |
| Fondmetal Minardi Team       | 22  | Shinji Nakano         | Minardi M198   | Ford Zetec-R/97 3.0 V10 | B      |
| Fondmetal Minardi Team       | 23  | Esteban Tuero         | Minardi M198   | Ford Zetec-R/97 3.0 V10 | B      |

## Klassifikation

### Qualifying
| Pos.                                                                       | Fahrer                | Konstrukteur        | Zeit     | Start |
| -------------------------------------------------------------------------- | --------------------- | ------------------- | -------- | ----- |
| 01                                                                         | Michael Schumacher    | Ferrari             | 1:36,293 | 01    |
| 02                                                                         | Mika Häkkinen         | McLaren-Mercedes    | 1:36,471 | 02    |
| 03                                                                         | David Coulthard       | McLaren-Mercedes    | 1:37,496 | 03    |
| 04                                                                         | Eddie Irvine          | Ferrari             | 1:38,197 | 04    |
| 05                                                                         | Heinz-Harald Frentzen | Williams-Mecachrome | 1:38,272 | 05    |
| 06                                                                         | Jacques Villeneuve    | Williams-Mecachrome | 1:38,448 | 06    |
| 07                                                                         | Ralf Schumacher       | Jordan-Mugen-Honda  | 1:38,461 | 07    |
| 08                                                                         | Damon Hill            | Jordan-Mugen-Honda  | 1:38,603 | 08    |
| 09                                                                         | Alexander Wurz        | Benetton-Playlife   | 1:38,959 | 09    |
| 10                                                                         | Giancarlo Fisichella  | Benetton-Playlife   | 1:39,080 | 10    |
| 11                                                                         | Johnny Herbert        | Sauber-Petronas     | 1:39,234 | 11    |
| 12                                                                         | Jean Alesi            | Sauber-Petronas     | 1:39,448 | 12    |
| 13                                                                         | Olivier Panis         | Prost-Peugeot       | 1:40,037 | 13    |
| 14                                                                         | Jarno Trulli          | Prost-Peugeot       | 1:40,111 | 14    |
| 15                                                                         | Mika Salo             | Arrows              | 1:40,387 | 15    |
| 16                                                                         | Rubens Barrichello    | Stewart-Ford        | 1:40,502 | 16    |
| 17                                                                         | Toranosuke Takagi     | Tyrrell-Ford        | 1:40,619 | 17    |
| 18                                                                         | Pedro Diniz           | Arrows              | 1:40,687 | 18    |
| 19                                                                         | Jos Verstappen        | Stewart-Ford        | 1:40,943 | 19    |
| 20                                                                         | Shinji Nakano         | Minardi-Ford        | 1:41,315 | 20    |
| 21                                                                         | Esteban Tuero         | Minardi-Ford        | 1:42,358 | 21    |
| 107-Prozent-Zeit: 1:43,033 min (bezogen auf die Bestzeit von 1:36,293 min) |                       |                     |          |       |
| DNQ                                                                        | Ricardo Rosset        | Tyrrell-Ford        | 1:43,259 | 22    |

### Rennen
| Pos. | Fahrer                | Konstrukteur        | Runden | Stopps | Zeit        | Start | Schnellste Runde |
| ---- | --------------------- | ------------------- | ------ | ------ | ----------- | ----- | ---------------- |
| 01   | Mika Häkkinen         | McLaren-Mercedes    | 51     | 2      | 1:27:22,535 | 02    | 1:40,426 (35.)   |
| 02   | Eddie Irvine          | Ferrari             | 51     | 3      | + 6,491     | 04    | 1:40,870 (36.)   |
| 03   | David Coulthard       | McLaren-Mercedes    | 51     | 2      | + 27,662    | 03    | 1:40,905 (42.)   |
| 04   | Damon Hill            | Jordan-Mugen-Honda  | 51     | 2      | + 1:13,491  | 08    | 1:42,275 (38.)   |
| 05   | Heinz-Harald Frentzen | Williams-Mecachrome | 51     | 2      | + 1:13,857  | 05    | 1:42,331 (36.)   |
| 06   | Jacques Villeneuve    | Williams-Mecachrome | 51     | 2      | + 1:15,867  | 06    | 1:42,273 (40.)   |
| 07   | Jean Alesi            | Sauber-Petronas     | 51     | 2      | + 1:36,053  | 12    | 1:42,357 (31.)   |
| 08   | Giancarlo Fisichella  | Benetton-Playlife   | 51     | 2      | + 1:41,302  | 10    | 1:42,336 (20.)   |
| 09   | Alexander Wurz        | Benetton-Playlife   | 50     | 2      | + 1 Runde   | 09    | 1:43,447 (18.)   |
| 10   | Johnny Herbert        | Sauber-Petronas     | 50     | 2      | + 1 Runde   | 11    | 1:42,858 (38.)   |
| 11   | Olivier Panis         | Prost-Peugeot       | 50     | 2      | + 1 Runde   | 13    | 1:43,073 (49.)   |
| 12   | Jarno Trulli          | Prost-Peugeot       | 48     | 2      | DNF         | 14    | 1:43,164 (42.)   |
| –    | Shinji Nakano         | Minardi-Ford        | 40     | 2      | DNF         | 20    | 1:44,158 (37.)   |
| –    | Michael Schumacher    | Ferrari             | 31     | 1      | DNF         | 01    | 1:40,190 (13.)   |
| –    | Toranosuke Takagi     | Tyrrell-Ford        | 28     | 2      | DNF         | 17    | 1:45,673 (23.)   |
| –    | Esteban Tuero         | Minardi-Ford        | 28     | 1      | DNF         | 21    | 1:45,792 (19.)   |
| –    | Rubens Barrichello    | Stewart-Ford        | 25     | 2      | DNF         | 16    | 1:44,947 (08.)   |
| –    | Jos Verstappen        | Stewart-Ford        | 21     | 1      | DNF         | 19    | 1:45,840 (19.)   |
| –    | Mika Salo             | Arrows              | 14     | 0      | DNF         | 15    | 1:45,304 (14.)   |
| –    | Ralf Schumacher       | Jordan-Mugen-Honda  | 13     | 0      | DNF         | 07    | 1:42,965 (04.)   |
| –    | Pedro Diniz           | Arrows              | 2      | 0      | DNF         | 18    | 1:46,099 (02.)   |

## WM-Stände nach dem Rennen
Die ersten sechs des Rennens bekamen 10, 6, 4, 3, 2 bzw. 1 Punkt(e).

### Fahrerwertung
| Pos. | Fahrer                | Konstrukteur        | Punkte |
| ---- | --------------------- | ------------------- | ------ |
| 01   | Mika Häkkinen         | McLaren-Mercedes    | 100    |
| 02   | Michael Schumacher    | Ferrari             | 86     |
| 03   | David Coulthard       | McLaren-Mercedes    | 56     |
| 04   | Eddie Irvine          | Ferrari             | 47     |
| 05   | Jacques Villeneuve    | Williams-Renault    | 21     |
| 06   | Damon Hill            | Jordan-Mugen-Honda  | 20     |
| 07   | Heinz-Harald Frentzen | Williams-Mecachrome | 17     |
| 08   | Alexander Wurz        | Benetton-Playlife   | 17     |
| 09   | Giancarlo Fisichella  | Benetton-Playlife   | 16     |
| 10   | Ralf Schumacher       | Jordan-Mugen-Honda  | 14     |
| 11   | Jean Alesi            | Sauber-Petronas     | 9      |
| 12   | Rubens Barrichello    | Stewart-Ford        | 4      |

| Pos. | Fahrer            | Konstrukteur    | Punkte |
| ---- | ----------------- | --------------- | ------ |
| 13   | Mika Salo         | Arrows          | 3      |
| 14   | Pedro Diniz       | Arrows          | 3      |
| 15   | Johnny Herbert    | Sauber-Petronas | 1      |
| 16   | Jarno Trulli      | Prost-Peugeot   | 1      |
| 17   | Jan Magnussen     | Stewart-Ford    | 1      |
| 18   | Shinji Nakano     | Minardi-Ford    | 0      |
| 19   | Esteban Tuero     | Minardi-Ford    | 0      |
| 20   | Ricardo Rosset    | Tyrrell-Ford    | 0      |
| 21   | Toranosuke Takagi | Tyrrell-Ford    | 0      |
| 22   | Olivier Panis     | Prost-Peugeot   | 0      |
| 23   | Jos Verstappen    | Stewart-Ford    | 0      |

### Konstrukteurswertung
| Pos. | Konstrukteur        | Punkte |
| ---- | ------------------- | ------ |
| 01   | McLaren-Mercedes    | 156    |
| 02   | Ferrari             | 133    |
| 03   | Williams-Mecachrome | 38     |
| 04   | Jordan-Mugen-Honda  | 34     |
| 05   | Benetton-Playlife   | 33     |
| 06   | Sauber-Petronas     | 10     |

| Pos. | Konstrukteur  | Punkte |
| ---- | ------------- | ------ |
| 07   | Arrows        | 6      |
| 08   | Stewart-Ford  | 5      |
| 09   | Prost-Peugeot | 1      |
| 10   | Minardi-Ford  | 0      |
| 11   | Tyrrell-Ford  | 0      |